# Vrtoče (Republika Serbska)
Vrtoče (cyr. Врточе) – wieś w Bośni i Hercegowinie, w Republice Serbskiej, w gminie Milići. W 2013 roku liczyła 632 mieszkańców.